# アルベルト・キンテロ・メディナ
アルベルト・アブディエル・キンテロ・メディナ（Alberto Abdiel Quintero Medina 、1987年12月18日 - ）は、パナマ・パナマ市出身のプロサッカー選手。パナマ代表。ウニベルシタリオ・デポルテス所属。ポジションは、ミッドフィールダー。

## 経歴
地元パナマ市に本拠地を置くチョリージョFCでキャリアをスタート。2008年夏、スペインに渡りアマチュアクラブのトレジャーノCFに入団。
2009年夏、セグンダ・ディビシオンのFCカルタヘナに移籍。新天地ではサポーターの人種差別もあり適応に苦しんだ。1シーズンでクラブを退団しセグンダBのオンティニエンテCFをへてパナマに帰国、古巣のチョリージョFCに復帰した。
2013 CONCACAFゴールドカップでの活躍からCFパチューカが興味を示していると報じられたが、メキシコ2部のロボス・デ・ラ・BUAPに移籍した。

## 代表歴
2007年、カナダで開催されたFIFA U-20ワールドカップに参加した。同年のグアテマラ戦でA代表デビュー。
2018 FIFAワールドカップでは最終登録メンバーに選ばれたが、トレーニング中に骨折し離脱。代わりにリカルド・アビラが招集された。
2019年9月5日のバミューダ諸島戦で代表通算100試合出場を達成した。

### ゴール
| # | 開催日        | 開催地   | 対戦国     | スコア | 結果 | 試合概要                        |
| - | ------------- | -------- | ---------- | ------ | ---- | ------------------------------- |
| 1 | 2011年3月29日 | ハバナ   | キューバ   | 2–0    | 2–0  | 親善試合                        |
| 2 | 2011年5月29日 | パナマ市 | グレナダ   | 2–0    | 2–0  | 親善試合                        |
| 3 | 2013年1月25日 | サンホセ | グアテマラ | 3–0    | 3–0  | 2013 コパ・セントロアメリカーナ |
| 4 | 2015年7月7日  | フリスコ | ハイチ     | 1–0    | 1–1  | 2015 CONCACAFゴールドカップ     |